# تهی‌دندان تبتی
تهی‌دندان تبتی (نام علمی: Coelodonta thibetana) نام یک گونه از سرده تهی‌دندان است.